# Новая Жучка
Новая Жучка — местность в городе Черновцы, которая сначала развивалась как отдельная деревня. После присоединения к Черновцам в 1965 году стала жилым микрорайоном города.

## Название
Прилагательное «новая» в названии используется для отличия от древнего поселения — Старой Жучки, расположенной к югу от Новой Жучки. В свою очередь, ойконим «Жучка» вероятно происходит от названия небольшой реки, когда-то протекавшей этими землями . По другой версии, это название было связано с именем первого владельца поселения.
Другим названием Новой Жучки, которое иногда используют местные жители, является Подгора.

## История
Поселение Новая Жучка возникло, скорее всего, в XVIII веке на свободных лесистых землях у реки Мошков.
В 1889 году село сильно пострадало из-за наводнения.
По переписи 1900 года в селе Новая Жучка Черновицкого уезда было 487 домов, проживало 2358 жителей: 1440 украинцев, 6 румын, 422 немцев и евреев, 396 поляков.
В 1965 году, вместе с соседней Садгорой, Новая Жучка была включена в состав города Черновцы.